# نعوم كوهين
نعوم كوهين (بالإنجليزية: Noam Cohen)‏ صحفي أمريكي. وكان كاتب رئيسياً في مجال التكنولوجيا، وأيضاً مؤلف كتاب "Link by Link" في جريدة نيويورك تايمز من 2007 إلى 2013.
وهو مؤلف كتاب «القصة المعرفية»: The Know-All-Alls: The Rise of Silicon Valley لعام 2017، كقوة سياسية وحُطام اجتماعي، حول سياسات وادي السيليكون. كما ظهر عمله في مجلة ويرد.

## أعماله
- The Know-It-Alls: The Rise of Silicon Valley، كقوة سياسية وحطام اجتماعي.
- Wikipedia:Noam Cohen، مجموعة من المقالات التي كتبها كوهين عن ويكيبيديا ومجتمعها.